# 이규채 선생 행적비
이규채 선생 행적비는 대한민국 경기도 포천시 가산면 방축리에 있다. 1986년 4월 9일 포천시의 향토유적 제10호로 지정되었다.

## 개요
일제 강점기 독립운동가 이규채를 기리기 위해 세운 비석이다.